# أوليفييه خان
أوليفييه خان (بالفرنسية: Olivier Kahn)‏ هو كيميائي فرنسي، ولد في 13 سبتمبر 1942 في باريس في فرنسا، وتوفي بنفس المكان في 8 ديسمبر 1999.